# Ásgeir
Ásgeir Trausti Einarsson (pronunție în islandeză: [ˈauːsceir̥ ˈtʰrœistɪ ˈeiːnar̥sɔn]; n. 1 iulie 1992, Laugarbakki⁠(d), Islanda) este un cântăreț, compozitor și textier islandez. Lucrările în limba islandeză și le semna ca Ásgeir Trausti, dar mai recent, odată cu lansarea sa ca artist internațional în 2013, numele său de scenă a devenit, simplu, Ásgeir. El cântă împreună cu formația sa Ásgeir Trausti Band, iar ca chitarist este membru al trupei islandeze The Lovely Lion.
Albumul de debut Dýrð í dauðaþögn a fost lansat în 2012. Primul single, „Sumargestur”, a ajuns pe poziția a doua în Tónlist, un clasament islandez neoficial dar notoriu. Cel de-al doilea single, „Leyndarmál”, a condus același clasament timp de șase săptămâni, iar însuși cântecul „Dýrð í dauðaþögn” a condus clasamentul timp de trei săptămâni.
Cântecul său „Hvítir skór”, interpretat în colaborare cu Blaz Roca, a devenit un hit de Crăciun. Single-ul a rămas în fruntea Icelandic Singles Chart timp de 9 săptămâni consecutive, din decembrie 2012 până la sfârșitul lui ianuarie 2013.
Lansarea versiunii engleze a Dýrð í dauðaþögn, intitulate In the Silence, a fost programată pentru 27 ianuarie 2014, dar a fost publicată online pe iTunes la 28 octombrie 2013. La traducerea versurilor și producția albumului în limba engleză a contribuit cântărețul american John Grant. Datorită vânzărilor online, albumul a devenit popular în Belgia și Țările de Jos.
La 13 august 2013, Ásgeir a lansat videoclipul pentru „King and Cross”, primul single din In the Silence. Următorul single, „Going Home”, a fost bine primit în Franța. Odată cu lansarea albumului a avut loc premiera cântecului „Torrent”, versiunea engleză a „Nýfallið regn”.
În 2019, muzicianul a lansat single-ul „Youth”, de pe viitorul său album Bury the Moon, care urmează să fie lansat la 7 februarie 2020 la casa de discuri One Little Indian Records.

## Turnee
Ásgeir a avut un turneu în America de Nord în 2014, în timpul căruia a cântat atât în engleză cât și în islandeză.

## Discografie

### Albume

#### Albume de studio
| Titlu                                                  | Detalii                                                                                 | Cea mai bună poziție per clasament | Cea mai bună poziție per clasament | Cea mai bună poziție per clasament | Cea mai bună poziție per clasament | Cea mai bună poziție per clasament | Cea mai bună poziție per clasament | Cea mai bună poziție per clasament | Cea mai bună poziție per clasament | Certificări    |
| Titlu                                                  | Detalii                                                                                 | ICL                                | AUS                                | BEL (FL)                           | BEL (WA)                           | DEN                                | FRA                                | NLD                                | Regatul Unit                       | Certificări    |
| ------------------------------------------------------ | --------------------------------------------------------------------------------------- | ---------------------------------- | ---------------------------------- | ---------------------------------- | ---------------------------------- | ---------------------------------- | ---------------------------------- | ---------------------------------- | ---------------------------------- | -------------- |
| Dýrð í dauðaþögn                                       | - Lansare: septembrie 2012 - Limba: islandeză - Casa de discuri: Sena                   | 1                                  | -                                  | -                                  | -                                  | 34                                 | -                                  | -                                  | -                                  | - ISL: platină |
| In the Silence (relansarea albumului Dýrð í dauðaþögn) | - Data lansării: 27 ianuarie 2014 - Limba: engleză - Casa de discuri: One Little Indian | 2                                  | 8                                  | 42                                 | 102                                | -                                  | 32                                 | 36                                 | 40                                 |                |
| Afterglow                                              | - Lansare: 5 mai 2017 - Limba: engleză (piesa „Hold” este în islandeză)                 | -                                  | 22                                 | 68                                 | 120                                | -                                  | 103                                | 58                                 | -                                  |                |
| Bury the Moon                                          | - Lansare: 7 februarie 2020 - Limba: engleză - Casa de discuri: One Little Indian       | -                                  | -                                  | -                                  | -                                  | -                                  | -                                  | -                                  | -                                  |                |

#### Albume live
| Album și detalii | Clasamente | Note                                                                             |
| Album și detalii | ICL        | Note                                                                             |
| --- | ---------- | -------------------------------------------------------------------------------- |
| The Toerag Sessions (ca Ásgeir) - Album acustic live înregistrat în Regatul Unit - Format: descărcare gratuită - Înregistrat: februarie 2013 - Data lansării: 14 mai 2013 - Casa de discuri: | -          | Cântece: 1. „Going Home” (4:41) 2. „On That Day” (4:13) 3. „Summer Guest” (3:51) |

### Single-uri

#### Islanda
| An   | Single              | Clasamente | Certificări | Album            |
| An   | Single              | ICL*       | Certificări | Album            |
| ---- | ------------------- | ---------- | ----------- | ---------------- |
| 2012 | „Sumargestur”       | 2          |             | Dýrð í dauðaþögn |
| 2012 | „Leyndarmál”        | 1          |             | Dýrð í dauðaþögn |
| 2012 | „Dýrð í dauðaþögn”  | 1          |             | Dýrð í dauðaþögn |
| 2013 | „Nýfallið regn”     | 5          |             | Dýrð í dauðaþögn |
| 2013 | „Hærra”             | 7          |             | Dýrð í dauðaþögn |
| 2013 | „Heimförin”         | 14         |             | Dýrð í dauðaþögn |
| 2014 | „Frá mér til ykkar” | 1          | N/A         |                  |
| 2014 | „Stormurinn”        | 1          | N/A         |                  |
| 2017 | „Unbound”           |            | N/A         |                  |

*Poziții pe Tónlist, un clasament neoficial, dar relevant pentru estimarea popularității unor single-uri
Colaborări
| An   | Single                                      | Clasamente | Certificări | Album |
| An   | Single                                      | ICL *      | Certificări | Album |
| ---- | ------------------------------------------- | ---------- | ----------- | ----- |
| 2012 | „Hvítir skór” (Blaz Roca și Ásgeir Trausti) | 1          | N/A         |       |

*Poziții pe Tónlist, un clasament neoficial, dar relevant pentru estimarea popularității unor single-uri

#### Internațional
| An   | Single             | Clasamente | Clasamente | Clasamente | Clasamente | Certificări | Album             |
| An   | Single             | AUS        | DEN        | FRA        | JP         | Certificări | Album             |
| ---- | ------------------ | ---------- | ---------- | ---------- | ---------- | ----------- | ----------------- |
| 2013 | „King and Cross”   | 77         | -          | 107        | 13         |             | In the Silence    |
| 2013 | „Going Home”       | -          | -          | 167        | -          |             | In the Silence    |
| 2013 | „Torrent”          | -          | -          | -          | -          |             | In the Silence    |
| 2014 | „Heart-Shaped Box” | -          | -          | -          | -          |             | single fără album |
| 2017 | „Unbound”          | -          | -          | -          | -          | -           | Afterglow         |
| 2017 | „Stardust”         | -          | -          | -          | -          | -           | Afterglow         |
| 2017 | „I Know You Know”  | -          | -          | -          | -          | -           | Afterglow         |
| 2019 | „Youth”            | -          | -          | -          | -          | -           | Bury the Moon     |
| 2019 | „Lazy Giants”      | -          | -          | -          | -          | -           | Bury the Moon     |

## Videoclipuri
- 2013: „King and Cross” (de Arni & Kinski)
- 2013: „Torrent” (de Jónatan Grétarsson)

## Premii și nominalizări
| An   | Premii                 | Categorie                                          | Lucrare          | Rezultat     |
| ---- | ---------------------- | -------------------------------------------------- | ---------------- | ------------ |
| 2012 | Icelandic Music Awards | Albumul anului                                     | Dýrð í dauðaþögn | Câștigat     |
| 2012 | Icelandic Music Awards | Cel mai bun debut (pop, rock & blues)              | Ásgeir Trausti   | Câștigat     |
| 2012 | Icelandic Music Awards | Premiul publicului                                 | Ásgeir Trausti   | Câștigat     |
| 2012 | Icelandic Music Awards | Premiul pentru merite online al Icelandicmusic.com | Ásgeir Trausti   | Câștigat     |
| 2012 | Icelandic Music Awards | Textierul anului (pop & rock)                      | Dýrð í dauðaþögn | Nominalizare |
| 2012 | Icelandic Music Awards | Vocalul anului – bărbați (pop, rock, jazz & blues) | Dýrð í dauðaþögn | Nominalizare |
| 2012 | Premiile Kraumur       | Premiul Kraumur 2012                               | Dýrð í dauðaþögn | Câștigat     |
| 2013 | Nordic Music Prize     | Cel mai bun album nordic al anului 2012            | Dýrð í dauðaþögn | Nominalizare |
| 2014 | Comisia Europeană      | European Border Breakers Award                     | Ásgeir           | Câștigat     |